# Hugo Dominik
Hugo Dominik (* 25. Oktober 1871 in Berlin; † 15. September 1933 in Hamburg) war ein deutscher Vizeadmiral der Reichsmarine.

## Leben
Sein älterer Bruder war der spätere deutsche Offizier der Kaiserlichen Schutztruppe für Kamerun Hans Dominik (1870–1910).
Dominik trat am 14. April 1890 als Kadett in die Kaiserliche Marine ein. Er erhielt eine Bordausbildung auf dem Schulschiff Niobe und ging dann an die Marineschule nach Kiel. Anschließend war er für zwei Jahre als Seekadett im Bootsdienst und wurde Ende Mai 1893 Unterleutnant zur See. Als Leutnant zur See war er ab Oktober 1896 für ein Jahr Wachoffizier auf dem Kanonenboot Habicht, welches in Westafrikanischen Station eingesetzt war.
1909/10 war er Kommandant der Vermessungsschiffe Möwe und Planet. Von 1911 bis 1914 war er Dezernent im Nautischen Departement im Reichsmarineamt. Von April 1914 über den Ausbruch des Ersten Weltkriegs hinaus bis zur Außerdienststellung Anfang November 1914 war Dominik als Fregattenkapitän Kommandant des Großen Kreuzers Victoria Louise. Anschließend war er bis Anfang Juni 1918 Kommandeur des Matrosen-Regiments 5 beim Marinekorps Flandern an der Westfront und avancierte zwischenzeitlich Mitte September 1915 zum Kapitän zur See.
Nach einem kurzen Kommando zur Information zur Hochseeflotte war Dominik vom 11. August bis Mitte Dezember 1918 Kommandant des Großlinienschiffs Bayern. Als Flaggschiff dem III. Geschwader zugeordnet, wurde nach dem Waffenstillstand von Compiègne Mitte November 1918 das Schiff erst zum Firth of Forth überführt und kam im selben Monat unter seinem Kommando nach Scapa Flow. Über Weihnachten führte er hier für Konteradmiral Ludwig von Reuter den Internierungsverband.
Dominik wurde in die Reichsmarine übernommen und war von August 1920 bis Ende Juli 1922  Inspekteur des Bildungswesens der Marine. Hier wurde er am 11. Dezember 1920 erst zum Konteradmiral und dann am 1. Oktober 1921 Vizeadmiral. Am 31. Juli 1922 wurde er aus der Reichsmarine verabschiedet.
Ab 1. April 1926 übernahm er kommissarisch die Leitung der Deutschen Seewarte (Hamburg) im Reichsverkehrsministerium. Von September 1926 bis zu seinem Tod im September 1933 war er Präsident der Deutschen Seewarte. Auf dem Weg zur Arbeit starb Dominik 1933 an einem Herzinfarkt.
Sein Sohn war der spätere Kapitän zur See Hans Dominik (1906–1980).

## Schriften
- Das Matrosen-Regiment Nr. 5. Stalling, Oldenburg 1929.
- Temperatur- und Salzgehaltsbeobachtungen an der Oberfläche der Weltmeere 1914–1929. Riegel, Hamburg 1930.
- Vorwort zur 2. Auflage des Buches Kamerum. Sechs Kriegs- und Friedensjahre in deutschen Tropen von Bruder Hans, Juni 1911.